# Gordon Food Service
Gordon Food Service (GFS) ist ein US-amerikanisches Unternehmen mit Firmensitz in Grand Rapids, Michigan.
Das Unternehmen wurde 1897 von Isaac van Westenbrugge gegründet. Verkaufsgeschäfte befinden sich in verschiedenen US-amerikanischen Bundesstaaten und in Kanada.